# Dodurga
Dodurga là một huyện thuộc tỉnh Çorum, Thổ Nhĩ Kỳ. Huyện có diện tích 218 km² và dân số thời điểm năm 2007 là 8292 người, mật độ 38 người/km².